# Jégtánc a 2024. évi téli ifjúsági olimpiai játékokon
A 2024. évi téli ifjúsági olimpiai játékokon a műkorcsolya jégtánc versenyszámának ritmustáncát január 28-án, szabadprogramját pedig január 30-án rendezték a Gangneung Ice Arenában.
Az aranyérmet a 16 és 17 éves francia páros, Ambre Perrier-Gianesini és Samuel Blanc-Klaperman szerezte meg, míg az amerikai Olivia Ilin, Dylan Cain kettős ezüstérmes lett. A dobogó harmadik fokára a brit Ashlie Slatter és Atl Ongay-Perez állhatott fel.
A versenyszámban magyar versenyző nem vett részt.

## Versenynaptár
A versenyszámok eseményei helyi idő szerint (UTC+09:00), zárójelben magyar idő szerint (UTC+01:00) olvashatóak:
| Dátum                      | Időpont                   | Forduló       |
| -------------------------- | ------------------------- | ------------- |
| 2024. január 28., vasárnap | 13:30-15:04 (05:30-07:04) | Ritmustánc    |
| 2024. január 30., kedd     | 11:30-13:30 (03:30-05:30) | Szabadprogram |

## Eredmény
| Hely. | Versenyző                                      | Nemzet                 | Ritmustánc | Ritmustánc                            | Ritmustánc                            | Ritmustánc                            | Ritmustánc | Ritmustánc | Ritmustánc | Ritmustánc | Ritmustánc | Szabadprogram | Szabadprogram                         | Szabadprogram                         | Szabadprogram                         | Szabadprogram | Szabadprogram | Szabadprogram | Szabadprogram | Szabadprogram | ÖP     |
| Hely. | Versenyző                                      | Nemzet                 | R          | A három általános komponens pontszáma | A három általános komponens pontszáma | A három általános komponens pontszáma | PP         | TP         | LV         | H          | P          | R             | A három általános komponens pontszáma | A három általános komponens pontszáma | A három általános komponens pontszáma | PP            | TP            | LV            | H             | P             | ÖP     |
| Hely. | Versenyző                                      | Nemzet                 | R          | KG                                    | EM                                    | KK                                    | PP         | TP         | LV         | H          | P          | R             | KG                                    | EM                                    | KK                                    | PP            | TP            | LV            | H             | P             | ÖP     |
| ----- | ---------------------------------------------- | ---------------------- | ---------- | ------------------------------------- | ------------------------------------- | ------------------------------------- | ---------- | ---------- | ---------- | ---------- | ---------- | ------------- | ------------------------------------- | ------------------------------------- | ------------------------------------- | ------------- | ------------- | ------------- | ------------- | ------------- | ------ |
| Arany | Ambre Perrier-Gianesini Samuel Blanc-Klaperman | Franciaország (FRA)    | 11         | 7,07                                  | 7,00                                  | 6,96                                  | 27,97      | 34,42      | 0,00       | 1.         | 62,39      | 11            | 7,25                                  | 7,04                                  | 7,07                                  | 42,72         | 51,24         | -1,00         | 1.            | 92,96         | 155,35 |
| Ezüst | Olivia Ilin Dylan Cain                         | Egyesült Államok (USA) | 9          | 6,32                                  | 6,29                                  | 6,29                                  | 25,15      | 32,31      | 0,00       | 2.         | 57,46      | 12            | 6,50                                  | 6,43                                  | 6,39                                  | 38,64         | 46,28         | 0,00          | 2.            | 84,92         | 142,38 |
| Bronz | Ashlie Slatter Atl Ongay-Perez                 | Nagy-Britannia (GBR)   | 12         | 6,64                                  | 6,43                                  | 6,46                                  | 25,97      | 25,94      | -1,00      | 7.         | 50,91      | 6             | 6,96                                  | 6,93                                  | 6,79                                  | 41,36         | 47,89         | 0,00          | 3.            | 89,25         | 140,16 |
| 4.    | Kim Jin-ny I Namu (Lee Na-mu)                  | Dél-Korea (KOR)        | 10         | 6,36                                  | 6,43                                  | 6,32                                  | 25,42      | 31,16      | 0,00       | 3.         | 56,58      | 10            | 6,50                                  | 6,46                                  | 6,25                                  | 38,42         | 44,40         | 0,00          | 5.            | 82,82         | 139,40 |
| 5.    | Audra Gans Michael Boutsan                     | Kanada (CAN)           | 2          | 5,61                                  | 5,71                                  | 5,68                                  | 22,60      | 30,39      | 0,00       | 4.         | 52,99      | 9             | 6,21                                  | 6,21                                  | 6,07                                  | 36,98         | 46,85         | 0,00          | 4.            | 83,83         | 136,82 |
| 6.    | Andrea Pšurná Jáchym Novák                     | Csehország (CZE)       | 8          | 5,82                                  | 5,82                                  | 5,68                                  | 23,03      | 28,19      | 0,00       | 5.         | 51,22      | 7             | 5,96                                  | 6,04                                  | 5,68                                  | 35,36         | 40,05         | 0,00          | 7.            | 75,41         | 126,63 |
| 7.    | Liu Tung (Liu Tong) Ko Csüan-suo (Ge Quanshuo) | Kína (CHN)             | 3          | 5,39                                  | 5,43                                  | 5,46                                  | 21,65      | 29,27      | 0,00       | 6.         | 50,92      | 8             | 5,89                                  | 5,79                                  | 5,71                                  | 34,78         | 41,80         | -1,00         | 6.            | 75,58         | 126,50 |
| 8.    | Mia Lee Mayer Davide Calderari                 | Németország (GER)      | 7          | 5,61                                  | 5,68                                  | 5,54                                  | 22,38      | 28,19      | 0,00       | 8.         | 50,57      | 5             | 5,89                                  | 5,79                                  | 5,57                                  | 34,50         | 40,37         | 0,00          | 8.            | 74,87         | 125,44 |
| 9.    | Caroline Kravets Jacob Stark                   | Kanada (CAN)           | 5          | 5,75                                  | 5,68                                  | 5,79                                  | 22,90      | 25,08      | 0,00       | 9.         | 47,98      | 3             | 5,36                                  | 5,21                                  | 5,18                                  | 31,50         | 36,22         | 0,00          | 9.            | 67,72         | 115,70 |
| 10.   | Zoe Bianchi Pietro Rota                        | Olaszország (ITA)      | 4          | 4,54                                  | 4,64                                  | 4,54                                  | 18,25      | 23,25      | 0,00       | 10.        | 41,50      | 4             | 4,93                                  | 4,79                                  | 4,75                                  | 28,94         | 36,39         | -1,00         | 10.           | 64,33         | 105,83 |
| 11.   | Sofiia Rekunova Denys Fediankin                | Ukrajna (UKR)          | 6          | 3,86                                  | 3,82                                  | 3,61                                  | 15,01      | 20,75      | 0,00       | 11.        | 35,76      | 2             | 4,25                                  | 4,14                                  | 3,93                                  | 24,64         | 32,81         | 0,00          | 11.           | 57,45         | 93,21  |
| 12.   | Klára Vlčková Tomáš Vlček                      | Csehország (CZE)       | 1          | 3,96                                  | 3,79                                  | 3,75                                  | 15,30      | 17,79      | 0,00       | 12.        | 33,09      | 1             | 3,82                                  | 3,61                                  | 3,57                                  | 22,00         | 27,24         | 0,00          | 12.           | 49,24         | 82,33  |

____
Magyarázat:
• R = rajtszám • KG = koreográfia • EM = előadás/kivitelezés • KK = korcsolyázó képesség • PP = a program pontszám • TP = technikai pontszám • LV = pontlevonás • H = helyezés • P = pontszám • ÖP = Összpontszám